# Кара-Булак (Ноокенский район)
Кара-Булак (кирг. Кара-Булак) — село в Ноокенском районе Джалал-Абадской области Кыргызстана. Входит в состав Ноокатского айылного аймака.

## География
Село расположено в южной части области, на берегах реки Шаркыратма, на расстоянии приблизительно 6 километров (по прямой) к северо-западу от села Масы, административного центра района. Абсолютная высота — 933 метра над уровнем моря.

## Население
Согласно оценочным данным Национального статистического комитета Кыргызской Республики, численность населения села на начало 2023 года составляла 1624 человека.
| год     | 2009 | 2014 | 2015 | 2020 | 2021 | 2023 |
| ------- | ---- | ---- | ---- | ---- | ---- | ---- |
| человек | 1512 | 1325 | 1360 | 1549 | 1590 | 1624 |